# Louis Garfinkle
Louis Garfinkle (* 11. Februar 1928 in Seattle, Washington; † 3. Oktober 2005 in Studio City, Kalifornien) war ein US-amerikanischer Drehbuchautor.

## Leben
Garfinkle beendete 1948 ein Bachelor-Studium an der University of Southern California. In späteren Jahren war er an der Entwicklung von Collaborator, einem interaktiven Schreibprogramm für das Entwickeln von Drehbüchern, beteiligt. In den frühen 1990er Jahren soll es in Hollywood vielfach in Benutzung gewesen sein.
Seit 1956 trat er als Drehbuchautor in Erscheinung und war bis zu Beginn der 1990er Jahre an mehr als einem Dutzend Produktionen beteiligt, wobei sein Schwerpunkt auf Kinofilmen lag. Für seine Arbeit an dem Drehbuch zu Die durch die Hölle gehen war er 1979 gemeinsam mit Deric Washburn, Michael Cimino und Quinn K. Redeker für den Oscar in der Kategorie Bestes Originaldrehbuch nominiert. Außerdem erhielten sie eine Nominierung für den Writers Guild of America Award.
Als Produzent war Garfinkle in den Jahren 1958, 1959 und 1970 an je einem Film beteiligt. 1971 inszenierte er Beautiful People, es blieb bei dieser einen Regiearbeit.

## Filmografie (Auswahl)
- 1956: Gangsterbrut (The Young Guns)
- 1958: I Bury the Living
- 1967: Mehr tot als lebendig (Un minuto per pregare, un istante per morire)
- 1971: Beautiful People
- 1971: Dobermann Gang (The Dobermann Gang)
- 1973: Little Cigars
- 1978: Die durch die Hölle gehen (The Deer Hunter)